# Bailey Lear
Bailey Lear, född 17 mars 2001 i New Orleans, är en amerikansk friidrottare som tävlar i kortdistanslöpning.

## Karriär
Vid inomhusvärldsmästerskapen i friidrott 2024 ingick hon i det amerikanska stafettlaget som tog silver.Vid inomhusvärldsmästerskapen i friidrott 2025 ingick hon i laget som tog guld i långa stafetten.